# Семеновское (Курбский сельский округ)
Семёновское — деревня в Ярославском районе Ярославской области России, входит в состав Курбского сельского поселения, в рамках административно-территориального устройства включается в Курбский сельский округ. 

## География
Расположено на берегу речки Вондель в 9 км на юго-восток от центра поселения села Курба и в 38 км на юго-запад от западной границы города Ярославль.

## История
Церковь в селе была построена в 1794 году. Престолов в ней было три: Святителя и Чудотворца Николая, Смоленской Божией Матери и Святых и Благоверных Князей Феодора и чад его Давида и Константина, Ярославских чудотворцев.
В конце XIX — начале XX века село входило в состав Курбской волости Ярославского уезда Ярославской губернии.
С 1929 года деревня входила в состав Курбского сельсовета Ярославского района, с 1944 по 1957 год — входило в состав Курбского района, с 2005 года — в составе Курбского сельского поселения.

## Население
| 1859 | 2007 | 2010 |
| ---- | ---- | ---- |
| 125  | ↘1   | ↗2   |